# Лондонска општина Барнет
Барнет (енгл. London Borough of Barnet) је назив општине у крајњем северном делу Лондона.
Општина је формирана 1965. из 5 мањих административиних целина, и то две тадашње лондонске општине (Финчли и Хендон), једне општине из Мидлесекса (Фрајерн Барнет) и две општине са територије Хартфордшира (Источни Барнет и Барнет).
Општина је једна од већих у Лондону, па је самим тим и њен изглед веома хетероген. Резиденцијална популација је распоређена у местима као Барнет, Еџвер и Мил Хил. Области као Криклвуд, Колиндејл и Финчли су релативно гушће изграђене са мањим комерцијалним зонама, поред стамбених зграда. Етнички, општина је веома разноврсна са бројна јеврејском заједницом сконцентрисаном претежно у Голдерс Грину. На територији општине се налази и Брент Крос тржни центар, први тржни центар изграђен у Уједињеном Краљевству.
Мрежа аутобуских линија повезује општину, док је са централним Лондоном повезана како линијама приградске железнице тако и Northern линијом лондонског метроа.